# Hugo Godron
Hugo Godron (Amsterdam, 22 november 1900 - Zoelmond, 6 december 1971) was een Nederlands componist, violist en muziekregisseur.

## Leven
Hij is zoon van pianostemmer Frederik Hendrik Godron en Hanne Marie Windemann. Hugo Godron trouwde met Dina Maria Dierx (1905-1995). Hij werd begraven op de algemene begraafplaats van Zoelmond.
Godron studeerde viool aan de Muziekschool van Toonkunst in Bussum. Later had hij ook les van Oskar Back en stond als violist vanaf zijn 18e op het podium. In 1921 begon hij een studie compositie bij Sem Dresden. In 1927 werd hij benoemd tot vioolleraar aan de muziekschool der toonkusnt te Bussum.In datzelfde jaar verscheen zijn Cinq pieces pour violon et piano bij Seyffaerdt’s Boek en Muziekhandel; Oscar Back schreef er een voorwoord bij. Hij werd muziekverslaggever bij de Gooi- en Eemlander en zat in het bestuur van de toonkunstenaarsvereniging Naarden-Bussum. In 1930 werd hij benoemd tot leraar compositie aan het Utrechts Muzieklyceum. Later volgde nog een aanstelling leraar compositie en harmonieleer aan het muzieklyceum van Hilversum. Een van zijn leerlingen was Jack Bulterman. Verder was hij van 1939 tot 1963 muziekregisseur bij de radio, aanvankelijk bij de VARA en later bij de Nederlandse Radio Unie. In 1970 organiseerde de Avro in samenwerking met Donemus nog een concert in het Rosa Spierhuis ter gelegenheid van Grodons 70e verjaardag.

## Composities
Godron schreef veel kamermuziek en enkele werken voor symfonieorkest. Daarbij liet hij zich mede beïnvloeden door de indrukken die hij had opgedaan in Brazilië (hij speelde toen in een scheepskapel) en Parijs, waar hij Maurice Ravel en Darius Milhaud leerde kennen. In samenwerking  met de literator Max Teipe schreef hij twee radiofonische werken: Doornroosje en Assepoester. Voor piano schreef hij onder ander drie nocturnes en 24 chansonnettes. Zijn stijl moet meer gezocht worden in het neoclassicisme dan in de tijdens zijn leven opgang makende dodecafonie. In 1949 kreeg Godron een Regeringsprijs voor zijn Concertsuite voor piano en strijkorkest. Godrons sonatine voor 2 violen en piano leverde hem in 1958 de Visser Neerlandia prijs op.
- Bibliothèque nationale de France: cb16181600q (data)
- International Standard Name Identifier: 0000 0000 7690 6539
- Library of Congress Control Number: no93013853
- Nederlandse Thesaurus van Auteursnamen: 096507101
- Virtual International Authority File: 6963644
- WorldCat: E39PBJpv68wRrH4xft69DPKWXd